# Annie J. Cannon Award in Astronomy
Annie Jump Cannon Award in Astronomy – coroczna nagroda przyznawana przez American Astronomical Society (AAS) astronomce zamieszkałej w Ameryce Północnej, w ciągu pięciu lat po doktoracie za wybitne osiągnięcia w astronomii lub podobny wkład w naukach pokrewnych, który ma bezpośrednie przełożenie na astronomię. Nagrodzona jest zapraszana do wygłoszenia wykładu na zjeździe AAS i otrzymuje 1500 dolarów wynagrodzenia.
W latach 1973–2004 nagroda była przyznawana przez American Association of University Women (AAUW), po zasięgnięciu opinii AAS. Od 2005 roku nagroda jest przyznawana bezpośrednio przez AAS.
Nazwa nagrody została wybrana dla uczczenia amerykańskiej astronomki Annie Jump Cannon.

## Lista laureatek nagrody
| Rok                                                | Laureatka                |
| -------------------------------------------------- | ------------------------ |
| Nagrodzone przez AAS                               |                          |
| 1934                                               | Cecilia Payne-Gaposchkin |
| 1937                                               | Charlotte Moore Sitterly |
| 1940                                               | Julie Vinter Hansen      |
| 1943                                               | Antonia Maury            |
| 1946                                               | Emma Vyssotsky           |
| 1949                                               | Helen Sawyer Hogg        |
| 1952                                               | Ida Barney               |
| 1955                                               | Helen Dodson Prince      |
| 1958                                               | Margaret Mayall          |
| 1962                                               | Margaret Harwood         |
| 1965                                               | Erika Böhm-Vitense       |
| 1968                                               | Henrietta Swope          |
| Nagrodzone przez AAUW (po zasięgnięciu opinii AAS) |                          |
| 1974                                               | Beatrice Tinsley         |
| 1976                                               | Catharine Garmany        |
| 1978                                               | Paula Szkody             |
| 1980                                               | Lee Anne Willson         |
| 1982                                               | Judith Young             |
| 1984                                               | Harriet Dinerstein       |
| 1986                                               | Rosemary Wyse            |
| 1988                                               | Karen Jean Meech         |
| 1989                                               | Jacqueline Hewitt        |
| 1990                                               | Claudia Megan Urry       |
| 1991                                               | Jane Luu                 |
| 1992                                               | Elizabeth Lada           |
| 1993                                               | Stefi Baum               |
| 1994                                               | Andrea Ghez              |
| 1995                                               | Suzanne Madden           |
| 1996                                               | Joan Najita              |
| 1997                                               | Chung-Pei Ma             |
| 1998                                               | Victoria M. Kaspi        |
| 1999                                               | Sally Oey                |
| 2000                                               | Alycia J. Weinberger     |
| 2001                                               | Amy Barger               |
| 2002                                               | Vassiliki Kalogera       |
| 2003                                               | Annette Ferguson         |
| 2004                                               | Sara Ellison             |
| Nagrodzone przez AAS                               |                          |
| 2006                                               | Lisa J. Kewley           |
| 2007                                               | Ann Hornschemeier        |
| 2008                                               | Jenny Greene             |
| 2009                                               | Alicia M. Soderberg      |
| 2010                                               | Anna Frebel              |
| 2011                                               | Rachel Mandelbaum        |
| 2012                                               | Heather Knutson          |
| 2013                                               | Sarah Dodson-Robinson    |
| 2014                                               | Emily Levesque           |
| 2015                                               | Smadar Naoz              |
| 2016                                               | Laura A. Lopez           |
| 2017                                               | Rebekah Dawson           |
| 2018                                               | Lauren Ilsedore Cleeves  |
| 2019                                               | Blakesley Burkhart       |
| 2020                                               | Caroline Morley          |
| 2021                                               | Laura Kreidberg          |
| 2022                                               | Eve Lee                  |
| 2023                                               | Marta Bryan              |